# Villa La Torraccia
Villa La Torraccia si trova a Fiesole in via delle Fontanelle 24.

## Storia

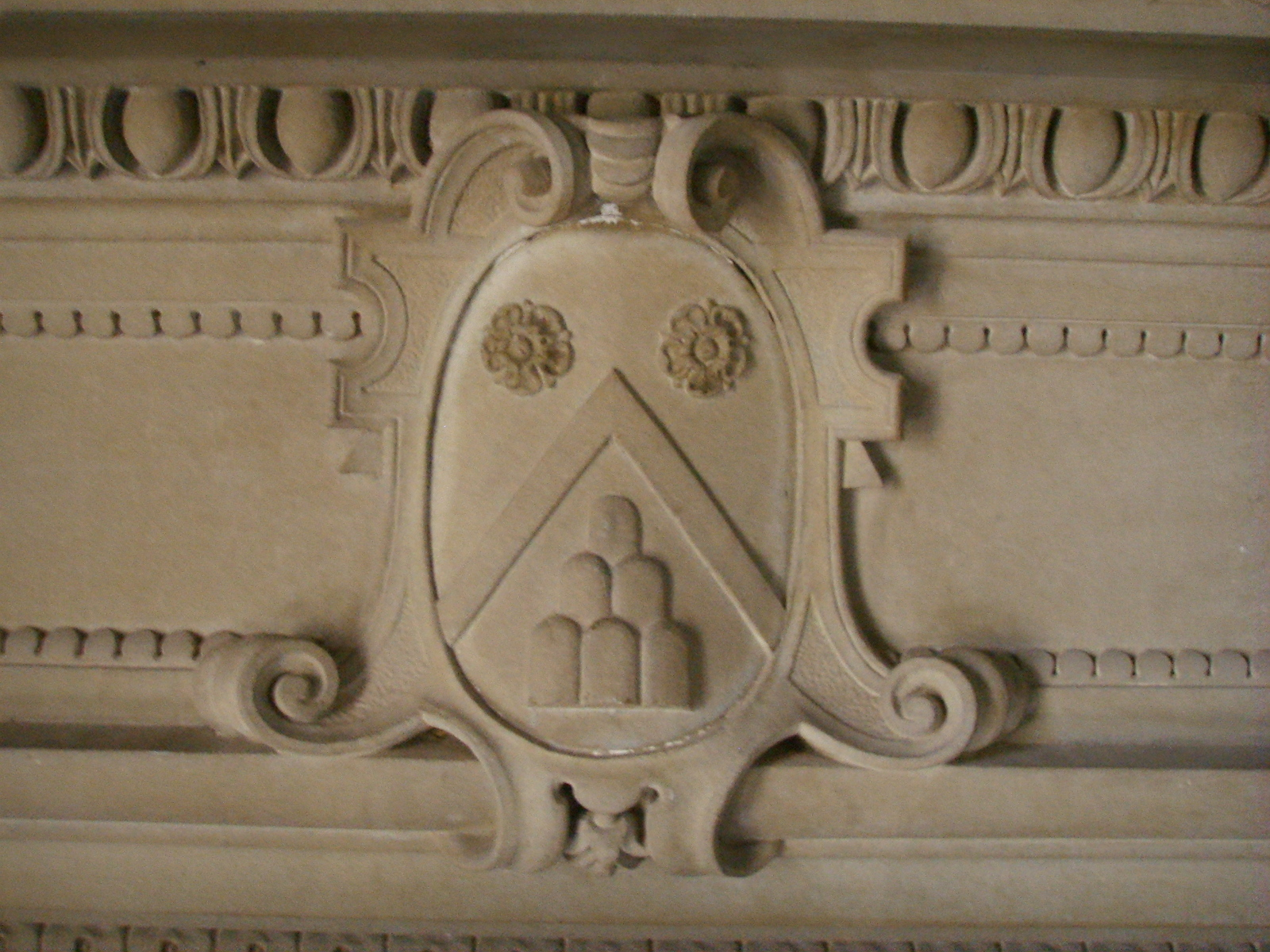
Stemma Bini (Conti)

Originariamente, nel XV secolo, la villa appartenne alla famiglia Dazzi, fino al 1532 quando passò in dote a Carlo di Niccolò Federighi e poco dopo (nel 1540) fu venduta ai fratelli Giovanni e Cristofano Alessandri. Essi ingrandirono l'antica dimora ottenendo un aspetto tipicamente fiorentino con un piano terra, in stretta connessione col giardino circostante, e un primo piano di servizio. Passò più volte di mano in mano. Nel Seicento fu dei Bini (il cui stemma si trova sul camino di un salotto al pian terreno), poi al conte Guido della Gherardesca.
 
All'inizio dell'Ottocento pervenne ai Landor, poi alla famiglia Fiske, i quali diedero al complesso l'aspetto odierno, aggiungendo un ulteriore piano e facendo creare la colombaia. Altre famiglie straniere vi vissero (i Richardson e i Dapples) prima di passare allo Spedale degli Innocenti, il cui stemma, un bambino fasciato, campeggia ancora oggi sopra il portale centrale. 
Oggi è sede della Scuola di Musica di Fiesole.

## Architettura

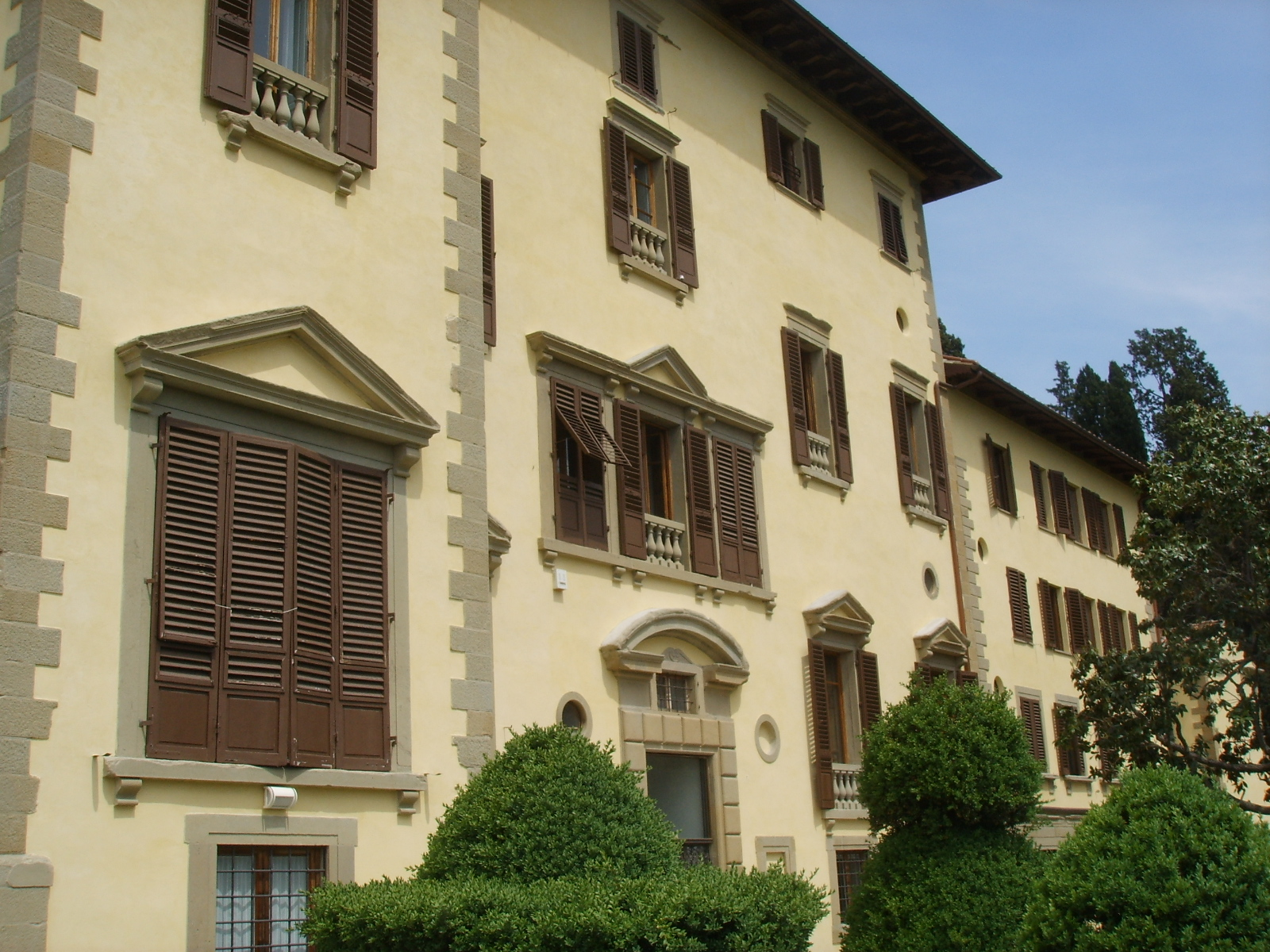
La facciata posteriore

Si arriva alla villa tramite un viale alberato che parte a destra della basilica di San Domenico, fino allo spiazzo che guardando dalla strada è nascosto da cipressi e querce piantati dai Landor nel XIX secolo.
La villa si eleva per due piani più il pian terreno e la colombaia secondo l'aspetto datole nell'Ottocento. Un ulteriore piano seminterrato, sfruttando la pendenza del terreno, emerge all'esterno alla base della facciata posteriore. La parte inferiore della facciata principale è cinquecentesca ed è dominata da quattro finestre inginocchiate al pian terreno, con al centro il portone al quale si accede da tre gradini. Le finestre per primo piano non sono originali e dai semplici davanzali cinquecenteschi si crearono nell'Ottocento le attuali aperture con balaustra e architrave in pietra serena. Alla stessa epoca risalgono le finestre architravate del secondo piano. La colombaia originariamente aveva solo tre aperture, sostituite in seguito dalla loggetta attuale con cinque arcate su colonnine. 
La facciata posteriore è più movimentata, con la parte centrale, corrispondente alla scalinata interna, che ha le aperture a livelli sfasate rispetto alle ali laterali. Il portale centrale, con bugne quadrate e un timpano arcuato, corrisponde al piano seminterrato ed è sormontato da una struttura di tre aperture consecutive, delle quali la centrale ha balaustra e timpano rettangolare, mentre le laterali hanno un architrave, in un'interpretazione che assomiglia a una serliana spezzata. Altre aperture hanno timpani e/o balaustre e qua e là si trovano alcuni oculi incorniciati dalla pietra, che movimentano ulteriormente l'insieme. La parte centrale e le due laterali (delle quali quella di sinistra sporge ad avancorpo) sono poi profilate dal bugnato in pietra sugli spigoli e coperte da gronde sporgenti. 
L'interno della villa è centrato sullo scalone che porta ai piani. Purtroppo non si sono conservati ambienti di pregio architettonico a parte alcune salette come quella al pian terreno con due colonne, un grande camino in pietra con lo stemma dei Bini e dodici pannelli dipinti, collocati in una fascia superiore, con le Sibille.

## I giardini

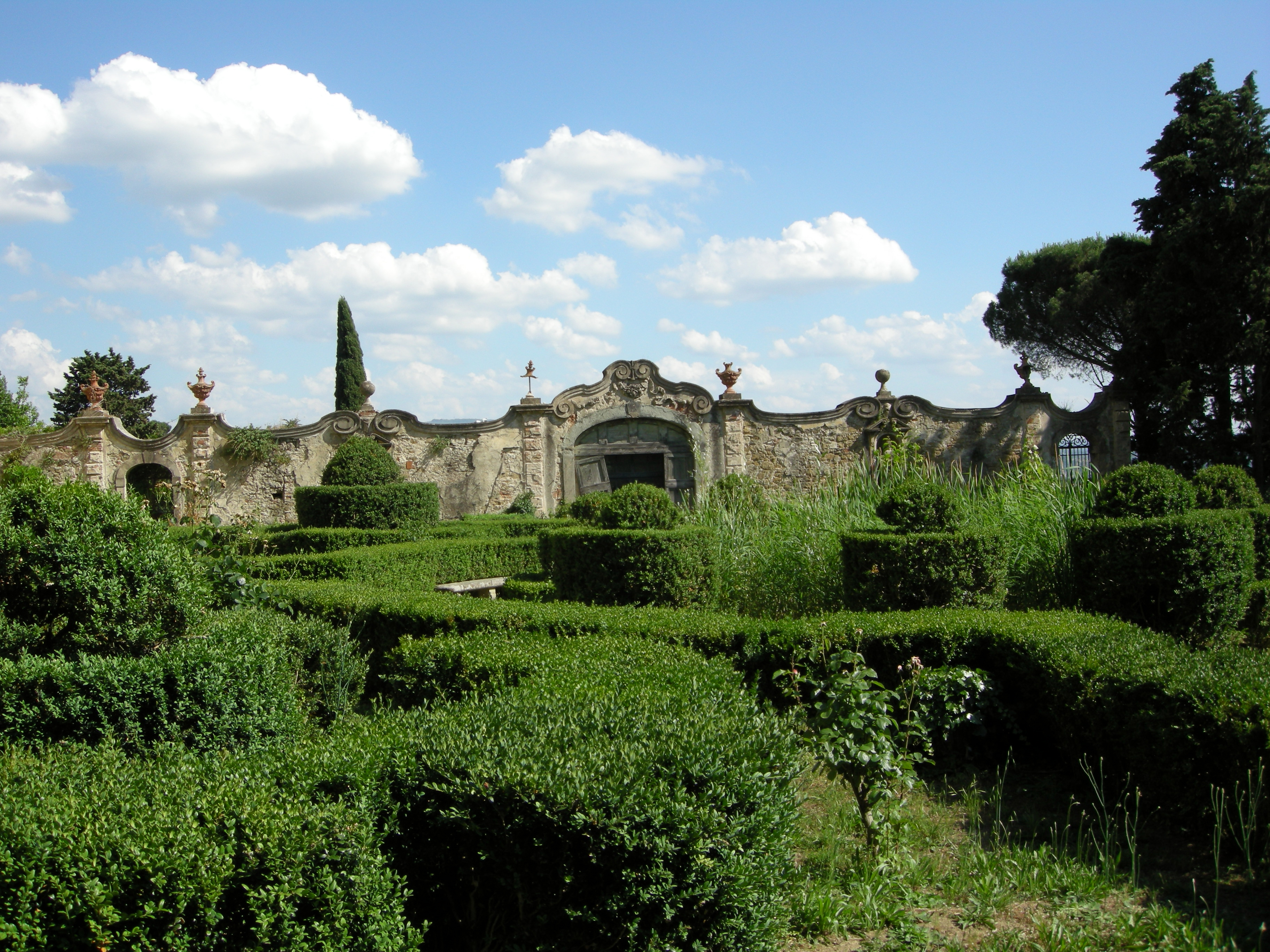
Il giardino all'italiana

Davanti alla villa si estende un arioso prato circondato da alberi ad alto fusto. Il giardino murato all'italiana si trova invece sul lato sud-ovest, con quattro aiuole simmetriche disposte attorno a una vasca centrale e chiuse da un cordolo in pietra serena. A fianco delle scale di accesso si trova una serra a gradoni, mentre sul lato sud si apre la limonaia, ricovero invernale degli agrumi in orcio del giardino, tra i quali spiccano alcuni rari esemplari di arancio amaro. Verso ovest due colonne con decorazioni in cotto incorniciano la veduta sul paesaggio fiorentino.
Attraverso due cancelli, che si aprono in un muro con decorazioni in cotto e nicchie con statue, si può arrivare a un altro piccolo spazio verde con un parto e aiuole geometriche. Qui si trova anche un piccolo edificio usato come giardino.